# PZL Mielec
PZL Mielec, anciennement WSK-Mielec puis WSK "PZL-Mielec", est un constructeur aéronautique polonais, basé à Mielec. Il a été pendant quelque temps le plus grand constructeur aéronautique d'après-guerre.
En 2007, il a été racheté par Sikorsky Aircraft Corporation, mais conserva son nom.

## Histoire

### Avant 1945
Entre 1938 et 1939, une usine fut construite à Mielec, et est nommée PZL WP-2. L'usine était en fait une division de la plus grande industrie de l'aviation en Pologne, la PZL (Państwowe Zakłady Lotnicze - Société publique d'Aviation), située à Varsovie. Mais la production n'a débuté qu'une fois la Seconde Guerre mondiale déclenchée. En mars 1939, le premier avion sortit d'usine, le bombardier PZL.37 Łoś, assemblé à partir de composants fabriqués dans l'usine PZL WP-1, à Varsovie.
La plupart des ouvriers étaient des travailleurs forcés réduits en esclavage. Cela commence avec les juifs de la ville mais la majorité de ceux-ci furent déportés vers 1942 en camp d'extermination. Plusieurs assassinats de masse de juifs ont lieu dans les hangars de l'usine et les victimes sont enterrées dans des fosses communes de la ville. À la suite de cela, les travailleurs forcés étaient des juifs d'autres régions puis viennent des prisonniers de guerre et prisonniers politiques. Après guerre, un monument commémorant les victimes de ces atrocités fut érigé dans l'usine.
En juillet 1944, les Allemands bâtirent en retraite en emportant toutes les machines et l'équipement. Mielec fut repris par l'armée soviétique le 6 août 1944. Dans un premier temps, l'usine fut utilisée par les soviétiques comme usine de réparation et d'entretien. Puis le 22 juillet 1945, elle repassa sous le contrôle polonais.

### De 1945 à aujourd'hui
L'usine de Mielec fut renommée Państwowe Zakłady Lotnicze (PZL) - Zakład nr 1 (Installation no 1) ou PZL-1 et devient une usine publique. Tout d'abord, elle fut une usine d'entretien des avions, et produisait surtout des objets qui n'avaient rien à voir avec l'aviation, comme des carrosseries de bus, des balances... Le premier avion d'après-guerre construit à Mielec était un simple avion d'entraînement, le PZL S-1, qui vola pour la première fois le 15 novembre 1945, et construit à un seul exemplaire.
L'usine de Mielec produisait essentiellement des avions sous licence ou conçus dans d'autres départements polonais. En 1948, l'usine a construit une petite série de 10 avions utilitaires LWD Szpak-4T, conçus par LWD (il s'agit de la première série d'avions polonais d'après-guerre). Dans la même année, elle commença la production sous licence du Polikarpov Po-2, désigné CSS-13, et 180 exemplaires furent construits jusqu'en 1950 (Ils ont aussi été construits par PZL Warszawa-Okęcie). En 1950 commença aussi la production du planeur Salamandra, dont la conception remonte à l'avant-guerre.
En 1949, l'usine fut une nouvelle fois renommée, comme toutes les industries de l'aérospatiale polonaises à l'époque, en tant que Wytwórnia Sprzętu Komunikacyjnego – zakład nr 1 ou WSK-1 Mielec (Usine d'Equipement et de Communications - Installation n°1). Elle reprit plus tard un nom plus traditionnel, Wytwórnia Sprzętu Komunikacyjnego PZL-Mielec (WSK PZL-Mielec), en honneur à la marque PZL.
À partir de 1950, l'usine s'est beaucoup développée devanant devenue le plus grand constructeur d'avions en Pologne. Elle était un producteur sous licence du chasseur soviétique MiG-15, (désigné Lim-1), du MiG-15bis (Lim-2) et du MiG-17 (Lim-5). Elle produisait également ses propres variantes: les avions d'entraînement SBLim-1 et 2, et l'avion de chasse Lim-6. Les premiers Lim-1 étaient fabriqués avec des pièces d'origine soviétique en 1952, et une production de grande envergure commença en 1953. Environ 1500 Lim furent construits jusqu'en 1964. Entre 1957 et 1960, il a aussi produit 250 avions d'entraînement de conception polonaise, le TS-8 Bies. À partir de 1963, elle produisit également un autre avion d'entraînement polonais, le TS-11 Iskra, devenu un avion d'entraînement basique dans l'armée polonaise. Son successeur, conçu en partie par WSK PZL-Mielec, le PZL I-22 Iryda, semblait toutefois être un échec pour différentes raisons, surtout à cause d'un manque de financement approprié, et seule une petite série fut produite.
L'avion construit en plus grand nombre à Mielec était un biplan utilitaire soviétique fabriqué sous licence, l'Antonov An-2, produit à partir de 1960 en différentes versions. Plus de 13 000 de ces avions furent construits jusqu'en 1991, principalement pour les soviétiques, mais aussi utilisés en Pologne et exportés dans d'autres pays. Depuis 1984, WSK PZL-Mielec est devenu le producteur exclusif de l'avion de transport soviétique Antonov An-28. Il a été par la suite développé à Mielec pour fabriquer une variante modernisée, le PZL M-28 Skytruck, avec une avionique occidentale, utilisé par l'armée et la marine polonaise, ainsi que par des services étrangers, évalué avec beaucoup de succès, comme avion de patrouille maritime.
Hormis la production de nombreux appareils sous licence, plusieurs avions ont été conçus à Mielec dans les années 1950 et 60, mais ne sont pas entrés en production (PZL S-4 Kania, PZL M-2, PZL M-4 Tarpan). Plus rentable, une coopération pour les conceptions est apparue. En 1973, avec l'aide des soviétiques, elle créa le premier avion à réaction agricole au monde, le PZL M-15 Belphegor, produit entre 1976 et 1981 pour le compte des soviétiques. D'autre part, l'usine a commencé à coopérer avec des industries américaines, et le résultat fut un avion agricole très réussi, le PZL M-18 Dromader qui vola pour la première fois en 1976 et qui fut produit et développé jusqu'en 2007. Plus de 740 unités furent produites, et la plupart exportées vers les pays occidentaux. WSK PZL-Mielec commença aussi la production des PZL M-20 Mewa (Piper PA-34 Seneca sous licence), mais seulement un petit nombre d'entre eux sortirent d'usine. Partiellement basée sur le M-20, l'usine développa un avion d'entraînement qui rencontra vite un succès, le PZL M-26 Iskierka.

### Aujourd'hui et demain
En 1998, l'usine de l'État WSK PZL-Mielec était reconvertie en compagnie publique, et prend le nom de Polskie Zakłady Lotnicze Sp.z o.o (Travaux d'Aviation Polonais) Mielec, en court: PZL Mielec (À ne pas confondre avec le PZL d'avant guerre, Państwowe Zakłady Lotnicze).
Le 16 mars 2007, PZL Mielec fut racheté par Sikorsky Aircraft Corporation, une division du groupe United Technologies Corporation. Entre autres, PZL Mielec servira de chaîne d'assemblage pour sa société mère afin de produire le Sikorsky S-70.

## Liste des produits actuels

### Avions
- PZL M-18 Dromader
- PZL M-20 Mewa
- PZL M-26 Iskierka (en)
- PZL M-28 SkyTruck
- PZL M-28B Bryza (en)

### Hélicoptères
- Sikorsky S-70